# Chris Duvall
Chris Duvall (Duluth, Georgia, Estados Unidos; 10 de septiembre de 1991) es un exfutbolista y entrenador estadounidense. Jugaba de lateral derecho y pasó gran parte de su carrera en la Major League Soccer, hasta su retiro en 2021.
Desde 2022, es entrenador del St. Louis 2 de la MLS Next Pro.

## Trayectoria
Nacido en Duluth, Georgia, Duvall jugó soccer universitario por los Wake Forest Demon Deacons de la Universidad de Wake Forest entre 2010 y 2013.
El 16 de enero de 2014, Duvall fue seleccionado por los New York Red Bulls en el lugar 22 del SuperDraft de la MLS 2014. Debutó por el Red Bull el 17 mayo, como substituto de Kōsuke Kimura en la derrota por 2-0 ante el Toronto FC. En su primer año, jugó 19 encuentro para el club en la temporada regular.
En su segunda temporada, obtuvo el MLS Supporters' Shield 2015.
El 13 de diciembre de 2016, Duvall fue intercambiado al Montreal Impact. Debutó por el Impact el 4 de marzo de 2017, en la derrota por 1-0 contra el San Jose Earthquakes. Dejó el club al término de la temporada 2018.
El 17 de diciembre de 2018, Duvall fue intercambiado al Houston Dynamo. Debutó en su nuevo club el 11 de junio contra el Austin Bold por la U.S. Open cup. Esta temporada, fue enviado a préstamo al equipo filial del club en la USL, Rio Grande Valley FC. 
El 21 de septiembre de 2019, el lateral fichó por el Oklahoma City Energy de la USL.
El 25 de febrero  de 2020, el jugador regresó a la MLS y fichó por el Portland Timbers. Disputó la MLS is Back Tournament, donde Portland salió campeón. Dejó el club al término de la temporada.
El 20 de agosto de 2021, fichó por el FC Cincinnati. Debutó el 21 de agosto contra el New England Revolution. Jugó cuatro encuentros por el club.
El 4 de enero de 2022, Duvall anunció su retiro como jugador.

### Carrera como entrenador
Para la temporada 2022, firmó como entrenador asistente en el Charleston Battery de la USL Championship, bajo el mando de Conor Casey.

## Estadísticas
| New York Red Bulls Estados Unidos | 1.ª           | 2014          | 19  | 0 | 1 | 0 | 2 | 0 | 0 | 0 | 22  | 0 |
| New York Red Bulls Estados Unidos | 1.ª           | 2015          | 15  | 1 | 1 | 0 | — | — | 0 | 0 | 16  | 1 |
| New York Red Bulls Estados Unidos | 1.ª           | 2016          | 25  | 0 | 0 | 0 | 2 | 0 | 2 | 0 | 29  | 0 |
| New York Red Bulls Estados Unidos | Total club    | Total club    | 59  | 1 | 2 | 0 | 4 | 0 | 2 | 0 | 67  | 1 |
| Montreal Impact · Canadá | 1.ª           | 2017          | 27  | 1 | 3 | 0 | — | — | — | — | 30  | 1 |
| Montreal Impact · Canadá | 1.ª           | 2018          | 15  | 0 | 0 | 0 | — | — | — | — | 15  | 0 |
| Montreal Impact · Canadá | Total club    | Total club    | 42  | 1 | 3 | 0 | 0 | 0 | 0 | 0 | 45  | 1 |
| Houston Dynamo Estados Unidos | 1.ª           | 2019          | 1   | 0 | 2 | 0 | 1 | 0 | — | — | 4   | 0 |
| Houston Dynamo Estados Unidos | Total club    | Total club    | 1   | 0 | 2 | 0 | 1 | 0 | 0 | 0 | 4   | 0 |
| Rio Grande Valley FC Estados Unidos | 2.ª           | 2019          | 3   | 0 | — | — | — | — | — | — | 3   | 0 |
| Rio Grande Valley FC Estados Unidos | Total club    | Total club    | 3   | 0 | 0 | 0 | 0 | 0 | 0 | 0 | 3   | 0 |
| OKC Energy Estados Unidos | 2.ª           | 2019          | 3   | 0 | — | — | — | — | — | — | 3   | 0 |
| OKC Energy Estados Unidos | Total club    | Total club    | 3   | 0 | 0 | 0 | 0 | 0 | 0 | 0 | 3   | 0 |
| Portland Timbers Estados Unidos | 1.ª           | 2020          | 10  | 0 | 0 | 0 | 0 | 0 | 3 | 0 | 13  | 0 |
| Portland Timbers Estados Unidos | Total club    | Total club    | 10  | 0 | 0 | 0 | 0 | 0 | 3 | 0 | 13  | 0 |
| FC Cincinnati Estados Unidos | 1.ª           | 2021          | 4   | 0 | — | — | — | — | — | — | 4   | 0 |
| FC Cincinnati Estados Unidos | Total club    | Total club    | 4   | 0 | 0 | 0 | 0 | 0 | 0 | 0 | 4   | 0 |
| Total carrera | Total carrera | Total carrera | 122 | 2 | 7 | 0 | 5 | 0 | 5 | 0 | 139 | 2 |
| (1) Incluye datos de la US Open Cup (2) Incluye datos de la Liga de Campeones de la Concacaf y la Leagues Cup. (3) Incluye datos de los Playoffs de la Copa MLS y la MLS is Back Tournament. |               |               |     |   |   |   |   |   |   |   |     |   |

## Palmarés

### Títulos nacionales
| Título                 | Club               | País           | Año  |
| ---------------------- | ------------------ | -------------- | ---- |
| MLS Supporters' Shield | New York Red Bulls | Estados Unidos | 2015 |
| MLS is Back Tournament | Portland Timbers   | Estados Unidos | 2020 |